# Hushmail
Hushmail — популярный сервис безопасной электронной почты с шифрованием. Принадлежит компании Hush Communications (Канада). Компания расположена в Ванкувере, Британская Колумбия, Канада.

## История создания
Создатель Hushmail Cliff Baltzley в 1998 году покинул фирму Ultimate Privacy, в которой он прежде работал. В этом же году он основал собственную компанию Hush Communications Corp. Веб-почта Hushmail была создана этой компанией в мае 1999 года. Она считается первым в мире сервисом безопасной почты с шифрованием. Офис и серверы Hushmail находятся в Ванкувере, Канада. В настоящее время размер прибыли в год составляет от 10 млн до 25 млн долларов. Количество постоянных сотрудников колеблется от 50 до 100 человек.

## Возможности сервиса
Hushmail является веб-службой электронной почты. Осуществляет PGP-шифрование сообщения. При пересылке другому пользователю Hushmail письма данные не покидают защищённый сервер, что, по мнению создателей, должно сделать невозможным их перехват. Для передачи писем на внешние адреса используется собственный SSL-сервер, соответствующий, по словам разработчиков Hushmail, требованиям, предъявляемым при работе с банковскими данными. Hushmail предлагает бесплатную и платные версии сервиса. Hushmail использует стандарты OpenPGP, исходные коды доступны для скачивания. Могут использоваться открытые ключи шифрования, шифрование сообщения с помощью пароля, сообщение может быть отправлено и в открытом, нешифрованном виде.
Бесплатно учетная запись электронной почты имеет предел хранения 25 Mб, она не включает в себя поддержку IMAP или Post Office Protocol (POP3). Если пользователь не использует бесплатный аккаунт три недели подряд, то Hushmail деактивирует учетную запись. Клиенты, желающие активировать отключенную учетную запись, обязаны оплатить премиум-аккаунт HushMail. Есть два типа платных аккаунтов. Один тип предоставляет 1 Гб без возможности использования почтового клиента. Другой тип платного аккаунта предоставляет 10 Гб, а также IMAP и POP3 службы. Регистрация бесплатного аккаунта ограничена в некоторых регионах. Россию эти ограничения в регистрации не затрагивают.

## Сравнение платных и бесплатной версий
|                               | Hushmail Free                                                              | Hushmail Business                                      |
| ----------------------------- | -------------------------------------------------------------------------- | ------------------------------------------------------ |
| Язык интерфейса               | Английский                                                                 | Английский                                             |
| Плата                         | Бесплатно                                                                  | $5.24 в месяц                                          |
| Единовременная плата          | Нет                                                                        | $9.99                                                  |
| Файловое хранилище            | 25 Mб                                                                      | 10 Гб                                                  |
| Ограничение на вложение файла | ?                                                                          | ?                                                      |
| Дезактивация аккаунта         | после трёх недель бездействия пользователя                                 | Отсутствует                                            |
| POP/IMAP                      | Нет                                                                        | Да                                                     |
| использование доменных имён   | @hushmail.com, @hushmail.me, @hushmail.com, @hushmail.ai или @mac.hush.com | + возможность создания собственного субдоменного имени |
| iPhone, BlackBerry и Android  | Да                                                                         | Да                                                     |
| Техническая поддержка         | Отсутствует                                                                | Да                                                     |

Предлагаются и другие платные версии. Среди них: Hushmail Premium ($34.99, файловое хранилище только 1 Гб) и Hushmail Premium+Desktop ($49.98).

## Интересные факты
До 2007 года Hushmail Communication заявляла, что даже сотрудники компании не могут получить доступ к учетной записи, однако в сентябре этого же года по запросу федеральных властей США, сделанному через суд, компания передала 12 компакт-дисков с почтой пользователя, проходящего по делу о незаконной торговле стероидами (в соответствии с Договором о взаимной правовой помощи с Соединенными Штатами). После этого Hushmail разместил в условиях предоставления услуг предупреждение о том, что пароль к почтовому ящику и письма могут быть выданы канадским властям по требованию Верховного Суда Британской Колумбии. Hushmail теперь официально предупреждает пользователя, что он записывает IP-адреса, чтобы «анализировать тенденции рынка, собирать широкую демографическую информацию и предотвратить злоупотребления в отношении наших услуг». Это событие на некоторое время вызвало сомнение и в общей безопасности пересылаемой по электронной почте Hushmail информации.

## Особенности
- Интерфейс проекта доступен только на английском языке, однако он прост и доступен пониманию пользователя.
- Фильтрация спама и антивирусная проверка.
- Пересылка файлов и обмен с другими пользователями Hushmail.
- Неограниченные контакты.
- Возможность выбора одного из доменных имен: @hushmail.com, @hushmail.me, @hushmail.com, @hushmail.ai или @mac.hush.com[7]. Более широкий выбор для платных аккаунтов.
- Возможность использования плагина для Microsoft Outlook.
- Внешний доступ POP3 и IMAP.
- Messenger для безопасного обмена мгновенными сообщениями.
- Уведомление по электронной почте о получении сообщения.
- Автоответчик, черновики, шаблоны.
- Обширные справочные ресурсы.
- Цифровые подписи для электронной почты и вложений.
- 2048-битное шифрование с поддержкой OpenPGP. Java-версия сервиса генерирует шифр, применяя в качестве одного из источников случайных данных перемещения курсора мыши на компьютере пользователя[8].

## Награды и оценки
- Hushmail Premium. Сайт PC Magazine. Editor rating: good[9].
- Место в топ-десятке лучших бесплатных почт по оценке 10TopTenReviews[10].